# 高山都
高山 都（たかやま みやこ、本名同じ、1982年12月27日 - ）は、日本の女性モデル、女優、タレント。大阪府出身。プラチナムプロダクション所属。

## 略歴
高校時代から地元大阪の有名サロンのカットモデルを経験し、卒業後19歳で上京。原宿でのスカウトをきっかけに、多数有名人のヘアメイクで活躍するCHIKAのもと、雑誌のカットモデルや読者モデルとして活動。その後オフィスエムアンドビーに所属し、本格的にビューティーモデル、ファッションモデルを始め、CMやドラマに出演するなど女優業も始める。
- 2006年（平成18年）12月に一時芸能活動を休業。2007年（平成19年）春、プラチナムプロダクションに移籍し芸能活動を再開。同年10月期放送の連続ドラマ『ガリレオ』（フジテレビ）に出演し注目を集める。
- 2008年（平成20年）4月、アイドル15人の中から選ばれるYahoo! JAPANとの提携で行われた森田まさのり原作の連続ドラマ『ROOKIES』（TBSテレビ）出演者オーディション（インターネット投票）にて、1位突破で出演権を獲得[2]。
- 2009年（平成21年）3月、以前から大ファンであったリリー・フランキー撮影による写真集『高山都 photographs by リリー・フランキー』がワニブックスより発売された[3]。
- 2011年（平成23年）2月6日、香川丸亀国際ハーフマラソンに出場し、2時間2分で完走[4][5]。同年10月30日には大阪マラソンに出場し、4時間11分で完走[5]。
- 2012年（平成24年）3月21日、自身のブログをアメーバブログに移転する。
- 2014年（平成26年）3月9日、名古屋ウィメンズマラソンに出場し、3時間42分で完走[6]。
- 2021年、三重県桑名市「魅力みつけびと」“食”部門アンバサダーに就任[7][8]。
- 2022年5月26日、モデル・俳優の安井達郎と結婚したことを自身のInstagramで報告[9]。

## 人物
大阪府立住吉高等学校卒業。趣味は映画鑑賞、読書。特技は料理、マラソン。
2010年頃から日々の食事などをアップしたInstagramが話題となり（2022年5月現在のフォロワー数は23万人）センス溢れるファッションや料理、インテリアや生き方といったライフスタイルが幅広い層から注目を浴びる。以降はレシピ制作や洋服のディレクション、商品のキュレーションなども行っている。

## 出演

### テレビドラマ
- アンチクリスマスイブ
- ダイヤモンドの恋（2005年、NHK） - 谷山なつみ 役
- NHK朝の連続テレビ小説「芋たこなんきん」（2006年、NHK）
- ファースト・キス 第2話「爆弾娘に合コンを」（2007年、フジテレビ）
- 菊次郎とさき 第9話（2007年、テレビ朝日） - 看護婦 役
- ガリレオ（2007年、フジテレビ） - 渡辺美雪 役
- 夢路（2008年、TBS）
- 無理な恋愛 第2話「彼女からの誘い」（2008年、フジテレビ）
- ROOKIES（2008年、TBS） - 亀山明日香 役
- 植物男子ベランダー（2014年、NHK BSプレミアム） - 神善寺穂なみ 役
  - 植物男子ベランダー SEASON2（2015年、NHK BSプレミアム） - 神善寺穂なみ 役

### テレビ番組
- ストリートファイターズ（2010年、テレビ朝日） - Hジェネ祭りナビゲーター

### 映画
- 容疑者Xの献身（2008年） - 渡辺美雪 役
- かさぶた姫（2009年） - 沙紀 役
- サマーリフレイン（2009年） - 主演・宮下鳴美 役
- ローカルボーイズ（2010年） - 倉田麻衣 役
- 女子カメラ（2012年）
- Last Wedding Dress（2014年） - 若き頃のコトミ 役

### CM
- NTTドコモ関西 ファミリー割引シリーズ（2006年9月）
- マクドナルド マックグリドル 「想像できない人々」篇（2007年）
- CODEO Special Short Film.1「嬉し涙と悔し涙のまんなか」（2015年） - 主演
- クリーマ Creema 「どこにもない、が、ここにある」お出かけ篇、暮らし篇、贈りもの篇（2022年） - 夫・安井達郎と共演[12]

### ラジオ
- ゴチャ・まぜっ!水曜日 ミニコーナー（MBSラジオ、2008年10月8日 - 2009年4月1日） - レギュラー
  - ゴチャ・まぜっ!木曜日（MBSラジオ、2008年4月10日 - 10月2日） - ミニコーナー：レギュラー
- RADIO DRAGON（TOKYO FM、2010年4月1日 - 2014年3月31日） - 月曜・火曜：レギュラー
- face（JFN、2015年4月7日 - ） - 火曜日担当
- marukome presents RUNNING BEAUTY（TOKYO FM、2018年2月3日 - ）

### 舞台
- 夜は短し歩けよ乙女
- シーサイド・スーサイド
- マーダーファクトリー

### ポスター
- テルモ・血糖測定システム

### 写真展
- J:COM presents エヴァンゲリオン×美少女写真展-Girls Collection of EVANGELION-（2012年開催）

### ミュージックビデオ
- Ryohei 「So Fly」
- D.W.ニコルズ 「Ilike you」
- 強 「今ごろになって」

## 書籍

### 雑誌
- MORE（集英社）
- non-no（集英社）
- MAQUIA（集英社）
- CUTiE（宝島社）
- Spring（宝島社）
- PS（小学館）
- 美的（小学館）
- CanCam（小学館）
- with（講談社）
- ViVi（講談社）
- mina（主婦の友社）
- STYLE（主婦の友社）
- an・an（マガジンハウス）
- POPEYE（マガジンハウス）
- Vita（KKベストセラーズ）
- Soup（インデックス・コミュニケーションズ）

ほか多数の雑誌で活躍

### 写真集
- 高山都 photographs by リリー・フランキー